# 나이젤 로슨

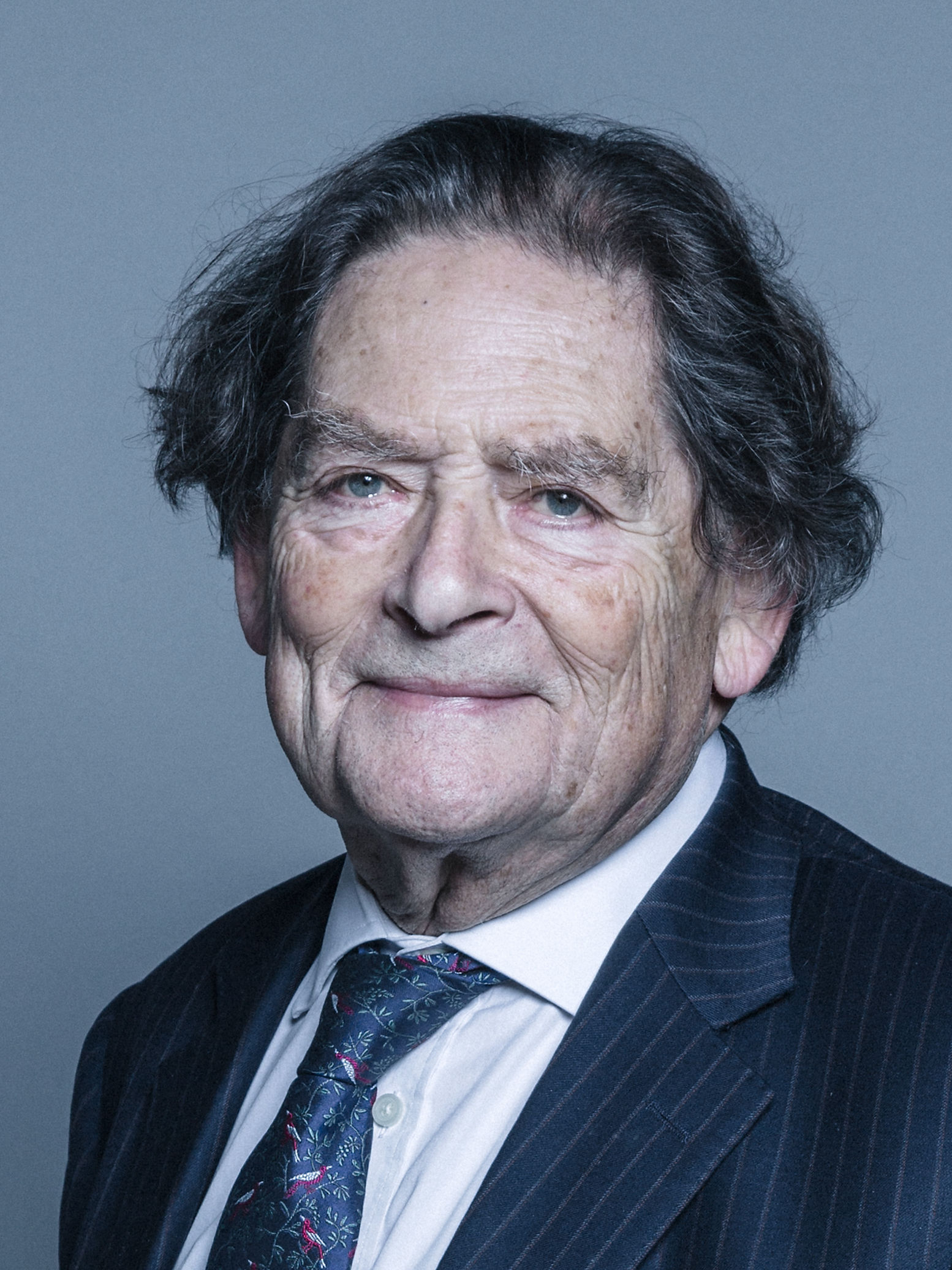
2018년 모습

나이젤 로슨(Nigel Lawson, Baron Lawson of Blaby, PC, 1932년 3월 11일 – 2023년 4월 3일)은 영국의 정치인이자 언론인이었다. 보수당 (영국) 의원인 그는 1974년부터 1992년까지 블래비 의원을 역임했으며 1981년부터 1989년까지 마거릿 대처의 내각에서 일했다. 내각에 들어가기 전에 그는 1979년 5월부터 1979년까지 재무부 재무 장관을 역임했다. 에너지부 장관으로 승진했다. 1983년 6월 재무장관으로 임명되어 1989년 10월 사임할 때까지 재직했다. 두 내각 직책에서 로슨은 여러 주요 산업의 민영화에 대한 대처의 정책의 핵심 지지자였다.
로슨은 1989년부터 1992년 은퇴할 때까지 백벤처로 활동했고, 1992년부터 2022년 추가 은퇴까지 상원의원직을 맡았다. 그는 영국이 유럽연합(EU)을 탈퇴하기 위한 캠페인인 영국 보수당(Conservatives for Britain)의 회장으로서 정치 활동을 계속했다. EU에 대한 저명한 비평가였다. 그는 또한 싱크탱크인 지구온난화정책재단(Global Warming Policy Foundation)의 이사장을 역임했으며 투표 휴가(Vote Leave)의 적극적인 지지자였다.
로슨은 음식 작가이자 유명 요리사인 나이젤라 로슨, 저널리스트인 도미닉 로슨, 이스트본 칼리지의 교장인 톰 로슨을 포함하여 여섯 자녀의 아버지였다.